# Sylvestre Ntibantunganya
Sylvestre Ntibantunganya (ur. 8 maja 1956) – burundyjski polityk, od 1994 do 1996 prezydent.
Pochodzi z plemienia Hutu. W latach 1993–1994 pełnił funkcję przewodniczącego Zgromadzenia Narodowego. Stanowisko prezydenta objął tymczasowo na fali zamieszek po śmierci Cypriena Ntaryamiry w kwietniu 1994. Wcielając w życie postanowienia zaaprobowanej przez większość partii politycznych Konwencji Rządowej, premierem mianował Antoine'a Nduwayo z plemienia Tutsi. W 1996 zaapelował o zagraniczną interwencję wojskową, która miała uchronić kraj przed czystkami etnicznymi. W lipcu tego roku został obalony w wyniku wojskowego zamachu stanu przez Pierre'a Buyoyę.
Jako były prezydent dożywotnio wchodzi w skład burundyjskiego Senatu.